# Listas cerradas

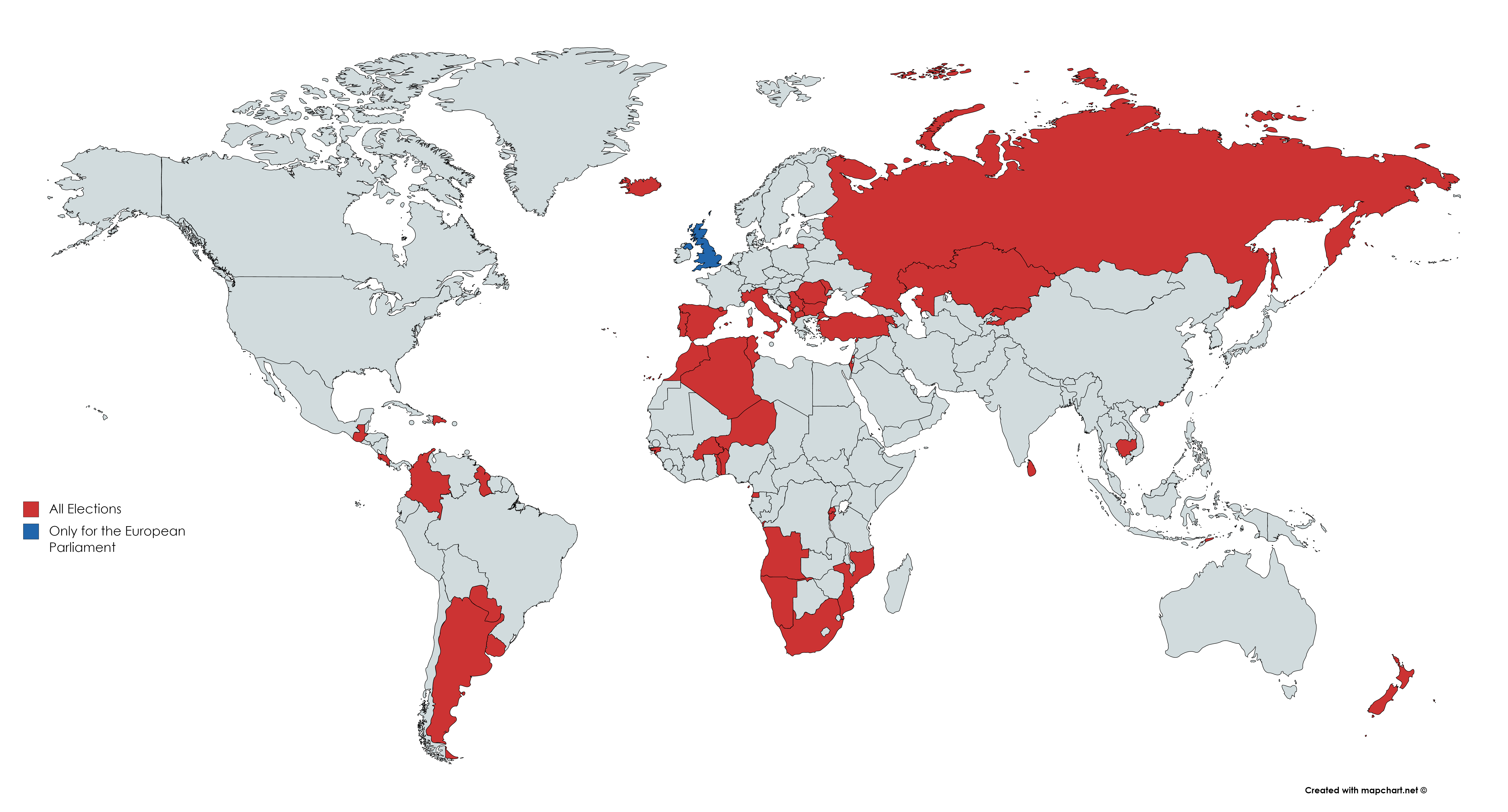
Países con listas cerradas.

Las listas cerradas son una variante del escrutinio mayoritario plurinominal de listas de partido donde los votantes pueden solo votar por los partidos políticos en su conjunto y por tanto no tienen influencia en el orden proporcionado por el partido en el que los candidatos del partido son elegidos. Si los votantes tienen al menos cierta influencia, entonces se llama una lista abierta.
En los sistemas de listas cerradas el partido tiene decidido previamente qué candidatos de su partido recibirán los votos en las elecciones, es decir, los candidatos situados en lo más alto en esta lista tienden a tener siempre un asiento en el parlamento, mientras que los candidatos situados en una posición muy baja en la lista cerrada no.
La lista cerrada puede ser bloqueada o desbloqueada.

## Países conescrutinio proporcional plurinominalde listas cerradas
- Albania
- Andorra
- Angola
- Argentina
- Colombia (Listas abiertas y cerradas)
- Ecuador
- España
- Filipinas
- Guatemala
- Hong Kong
- Israel
- Italia
- Pakistán
- Portugal
- Rusia
- Serbia
- Sudáfrica
- Sri lanka
- Turquía
- Ucrania[2][3][4][5]